# Південне узбережжя штату Сан-Паулу (мезорегіон)
Південне узбережжя штату Сан-Паулу (порт. Mesorregião do Litoral Sul Paulista) — адміністративно-статистичний мезорегіон в Бразилії, входить в штат Сан-Паулу. Населення становить 498 216 чоловік на 2006 рік. Займає площу 13 200,893 км². Густота населення — 37,7 чол./км².

## Склад мезорегіону
В мезорегіон входять наступні мікрорегіони:
1. Ітаньяен
2. Режистру

| Бразилія | Це незавершена стаття з географії Бразилії. Ви можете допомогти проєкту, виправивши або дописавши її. |